# Pastaku
Pastaku es una localidad situada en el municipio de Elva, en el condado de Tartu, Estonia. Según el censo de 2021, tiene una población de 36 habitantes.